# Templo y exconvento de San Andrés Apóstol (Epazoyucan)
El Templo y exconvento de San Andrés Apóstol se encuentra localizado en la ciudad de Epazoyucan, Hidalgo, México. Pertenece al conjunto de edificaciones mendicantes levantadas por los agustinos en el siglo XVI. En su conjunto esta  formado por su iglesia, convento con sus anexos, capillas posas, capilla abierta y atrio.
Los estilos arquitectónicos del inmueble son el románico en los arcos de medio punto y en lo grueso de los muros,; el toscano en los arcos rebajados; mudéjar en el tipo de techumbre de madera y en el tipo de ventanas; y el plateresco en el labrado de la piedra que se observa en la fachada; a estos estilos hay que agregarle la mano de obra indígena conocido como tequitqui.

## Historia

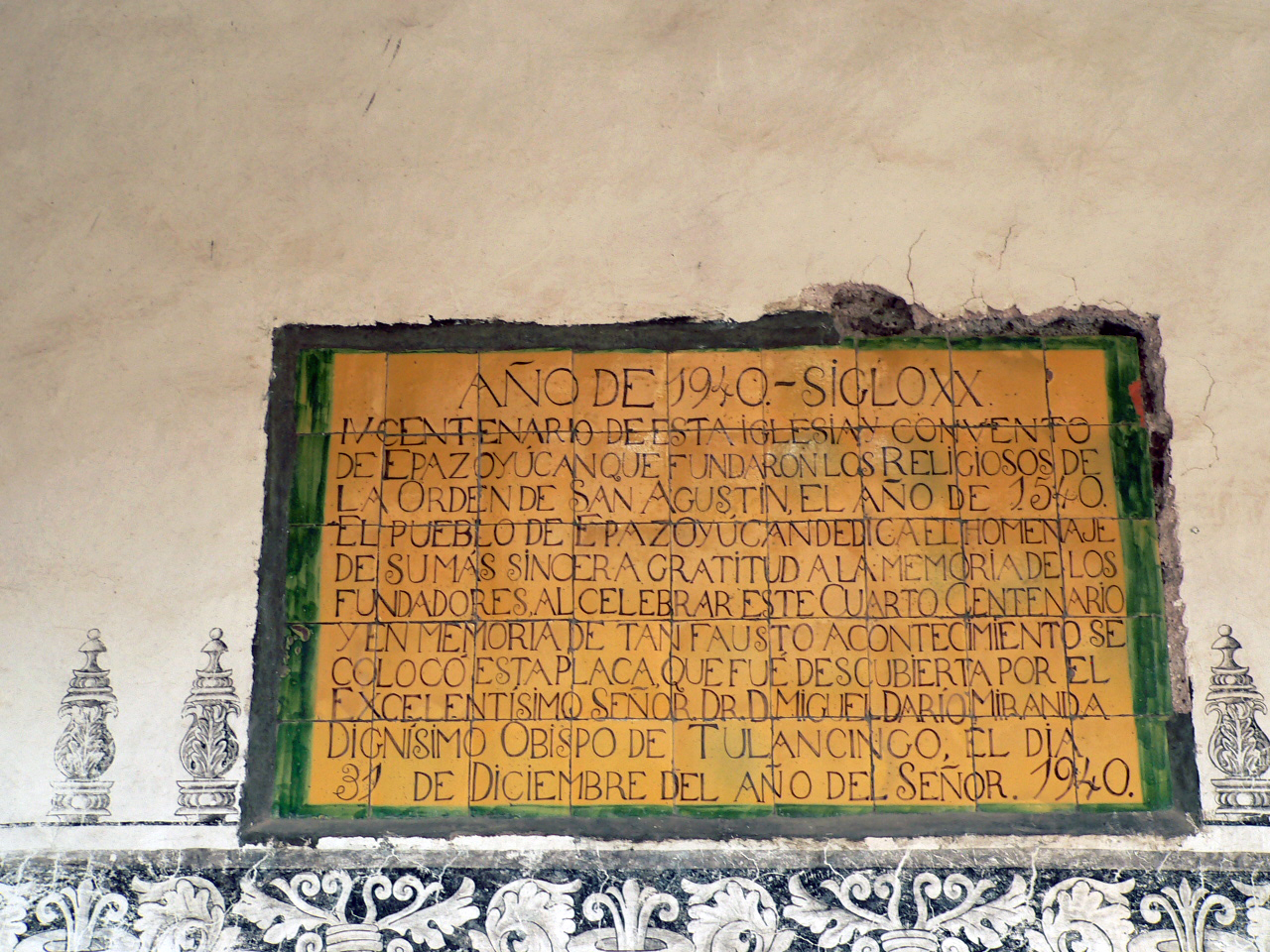
Inscripción en el convento.

El asentamiento prehispánico del lugar quedó seguramente sepultado por el convento, como lo ponen en evidencia las excavaciones arqueológicas efectuadas en el atrio. La conquista de México por Hernán Cortés, quedó consumada con la rendición de Tenochtitlán el 13 de agosto de 1521. El trabajo de evangelización en la Nueva España empezó en 1524 cuando arribaron doce franciscanos, en 1526 el mismo número de dominicos y en 1533 siete agustinos. En el estado de Hidalgo empezó cuando los franciscanos llegaron a Tepeapulco en 1527 y los agustinos legan a Atotonilco el Grande y Metztitlán en 1536.
Los primeros españoles que llegaron a Epazoyucan fueron frailes franciscanos provenientes de Texcoco en el año de 1528, habiendo probablemente edificado una capilla o ermita, sujetando la población a la doctrina de Zempoala. En 1536, la Orden Agustina celebró un capítulo en Atotonilco el Grande, decidieron emprender la evangelización de los otomíes del Valle del Mezquital; de los indígenas de la Sierra Alta y, a través de la misma, alcanzar la región Huasteca.
Los agustinos llegaron a Epazoyucan en 1540, fundando el convento fray Pedro de Pareja, retirándose los franciscanos a partir de entonces. Juan de Grijalva, indica que se edificó en siete meses y días. Es probable que Grijalva se refiera a una primera etapa, que debió anteceder al convento actual. Fray Alonso de Montúfar, arzobispo de México, señala que en 1556 seguía en construcción; siendo lo más probable que la mayor parte de la obra se haya concluido en 1541, correspondiendo lo anotado por Montúfar a una segunda etapa de construcción. El 10 de mayo de 1563 tuvo lugar un capítulo (reunión) provincial en el convento.
La secularización del convento tiene lugar en 1751, siendo el primer cura el bachiller Mateo Quiñones, dependiendo en su calidad de parroquia de la vicaría foránea de la Parroquia de la Asunción en Pachuca, del Arzobispado de México. En 1901, justamente cuando la parroquia queda adscrita al Obispado de Tulancingo, se lleva a cabo una reedificación. Se realiza nueva decoración pictórica en el interior del templo, realizada po Miguel M. Hernández, conncluida ello de febrero del mismo año; y  la erección del altar neoclásico del presbiterio.
Los daños causados en la Revolución mexicana y un incendio arruinan gravemente el convento; hasta que en el año de 1922, José R. Benítez, inspector de monumentos del Ministerio de Instrucción Pública y Bellas Artes realiza una visita al mismo, dando comienzo a una serie de intervenciones para la preservación del convento. El convento es declarado monumento histórico el 2 de febrero de 1933. Diferentes intervenciones de conservación y restauración se ha llevado al cabo, las más notables las realizadas en los años de 1950, 1958-1959, 1963, 1966, 1968 y 1975.
El proyecto del Geoparque Comarca Minera que busca dar valor al patrimonio geológico, minero, arqueológico y cultural de la región de la Comarca Minera; fue designado de manera oficial dentro de la Red global de geoparques de la Unesco, el 5 de mayo de 2017, quedando el Convento de San Andrés Apóstol como uno de los treinta y un geositios del proyecto. Los terremotos del 19 de septiembre de 2017, afectaron parte de la estructura del inmueble, solo se registró daño moderado; por lo que fue sometido a restauración que concluyó el 8 de julio de 2019.

## Arquitectura

### Atrio

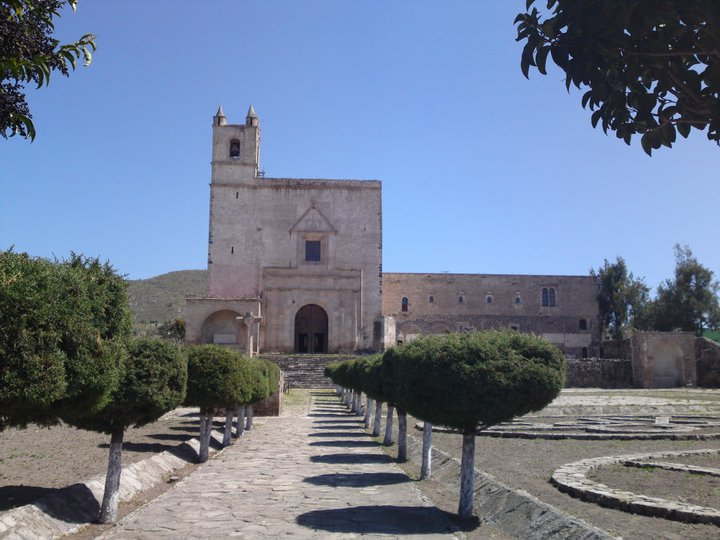
Atrio.

Todo el conjunto se desplanta sobre una plataforma de aproximadamente 125 m de ancho por 200 m de largo; probablemente la primera tarea fue la nivelación del terreno que se efectuó aprovechando las construcciones prehispánicas existentes, escavando hacia el oriente y rellenando en el poniente con el material extraído. La parte poniente de la plataforma esta elevada sobre el nivel de la calle hasta una altura de cerca de 4 m, siendo en esta parte donde se ubica el acceso principal.
El desnivel se salva por una escalera monumental con dos rampas curvas, como puede verse en la planta de conjunto; el conjunto está constituido por el templo y el convento ubicados hacia la parte oriente de la plataforma, el atrio, en la parte poniente y la huerta, localizada junto al templo, al norte de este. Existen testimonios que indican la presencia de una fuente en el atrio, la fuente se reubicó a mediados del siglo XX en el patio del antiguo hospital del Convento de San Francisco en Pachuca, actual Centro de las Artes de Hidalgo.
Las capillas posas se encuentran en cada esquina del atrio, sin embargo, falta una capilla, en la esquina nororiente, cuyos cimientos fueron descubiertos en un trabajo arqueológico en 1991. Algunos especialistas han comentado la posibilidad de que la capilla abierta, fuera utilizada como la cuarta posa. Si así fuera, tal vez no se concluyó la referida capilla nororiente. La cruz atrial de piedra al centro del atrio, está ligeramente desplazada a un lado de la entrada de la iglesia, para permitir la vista continua desde el acceso principal.

### Templo

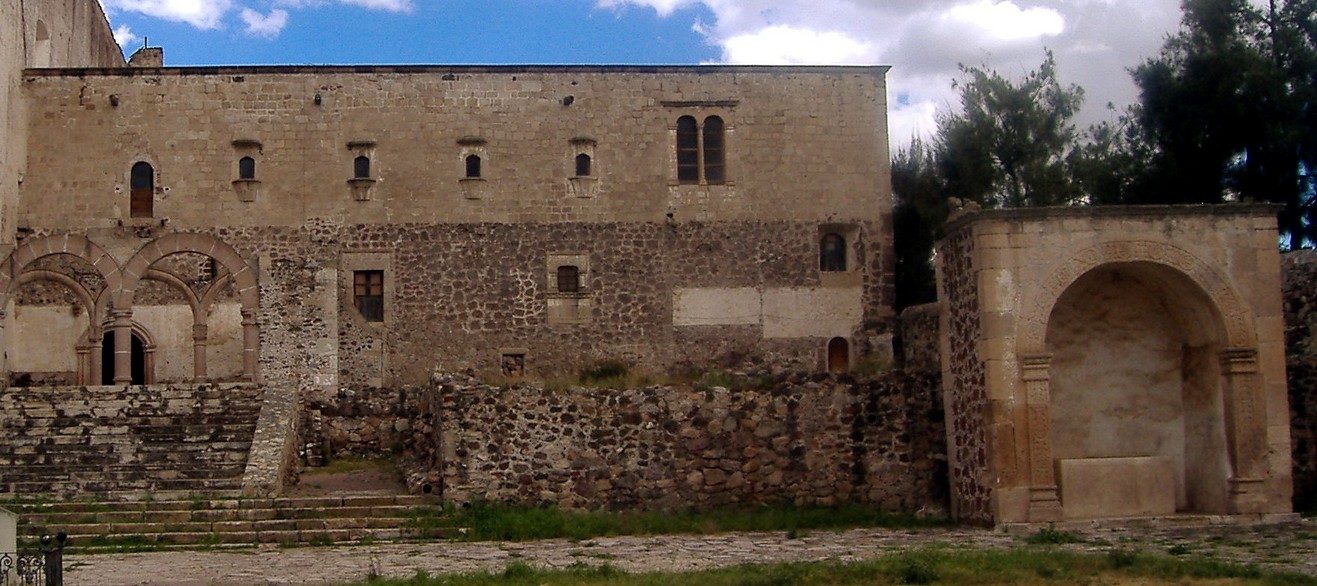
Arquería y capilla posa.

El templo se alza sobre una plataforma elevada con una escalinata corrida, la fachada principal está orientada al poniente. El volumen de la capilla abierta destaca en primer lugar. La entrada a la misma se desarrolla mediante un arco de medio punto que se continúa en las jambas. Las molduras del frente se extienden a todo lo largo del vano. Dos pares de semicolumnas, sobre bases comunes, acompañan a la puerta.
Una cornisa clásica, horizontal, separa al cuerpo inferior del superior. Este está constituido por la ventana del coro y un
frontón sobre ella. La ventana rectangular está enmarcada con molduraciones abocinadas. El frontón está formado por cornisas clásicas; las inclinadas se apoyan en consolas góticas que limitan a la horizontal; sobre la punta del frontón encontramos un medallón circular labrado; el tímpano tiene una pintura que representa las tres cruces del Calvario.
El espacio interior se distribuye en una sola nave, con el ábside con planta en forma poligonal. Tiene una bóveda de cañón corrido, sostenida por arcos transversales a la nave y por una serie de pechinas. Amplias ventanas se abren en el costado sur del templo, iluminando adecuadamente la nave. En el interior del templo se conserva el entramado de madera en el coro.
Los muros están cubiertos por una decoración delgada de aplanado en relieve, que simula sillares. Distribuidos en los sillares se encuentran cuatro diferentes monogramas: el de la Virgen María, el de Cristo en griego, y dos diferentes de Cristo en latín. Esta decoración se descubrió en 1963, retirando la que se había hecho en 1901. Un altar neoclásico ocupa el lugar principal del presbiterio.

### Convento

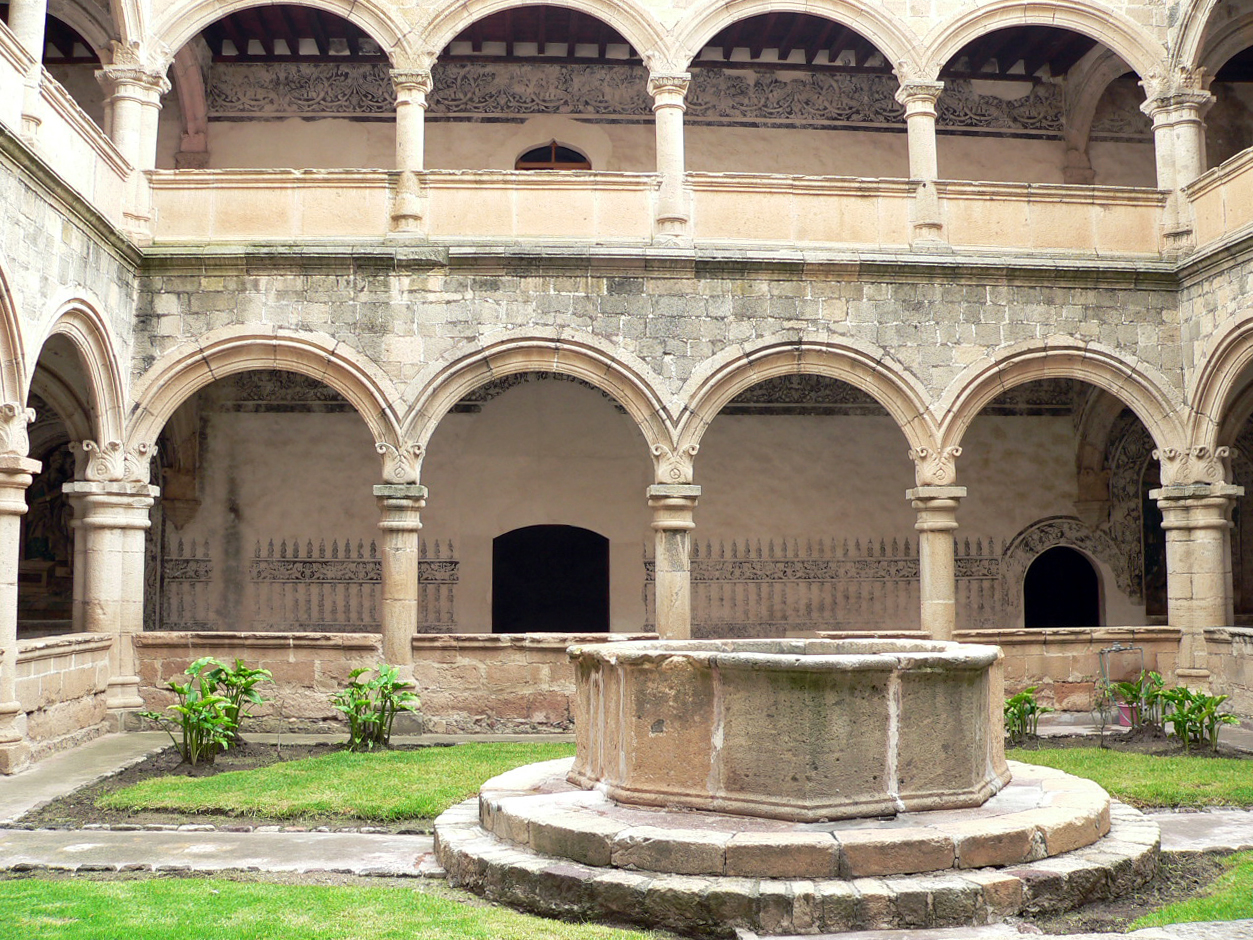
Claustro.

Las excavaciones arqueológicas realizadas en el atrio obligaron a construir una plataforma para facilitar el ingreso al convento. Una doble arcada, reconstruida, antecede a dicha entrada. La puerta del convento es muy sencilla. A diferencia de la entrada al templo, aquí  se muestra el inicio del arco, llamado imposta. Las bases de las pilastras contienen labrados con flores de cuatro pétalos, muy esquemáticas, así como una portezuela, muy sencilla.
Los pasillos del claustro están cubiertos con viguería de madera, sostenida en las esquinas por arcos de cantería apoyados en racimos de columnas y ménsulas del mismo material. Flanquean por sus cuatro lados al claustro, arcadas con cuatro arcos cada una, en los dos niveles; con arcos de medio punto en planta baja y escarzanos en la lata. Una comisa separa ambos niveles y otra más corona los muros; abajo de esta, al centro de cada flanco encontramos gárgolas pétreas.
En la planta baja del claustro los capiteles, presentan pares de hojas similares al acanto. En la planta superior el diseño cambia, con presencia de hojas. Los arcos de la planta alta también presentan una diferencia: son más rebajados, otorgando variedad a la composición. El patio interior posee un pozo con brocal de planta octagonal sobre una plataforma circular de dos escalones.

## Pintura

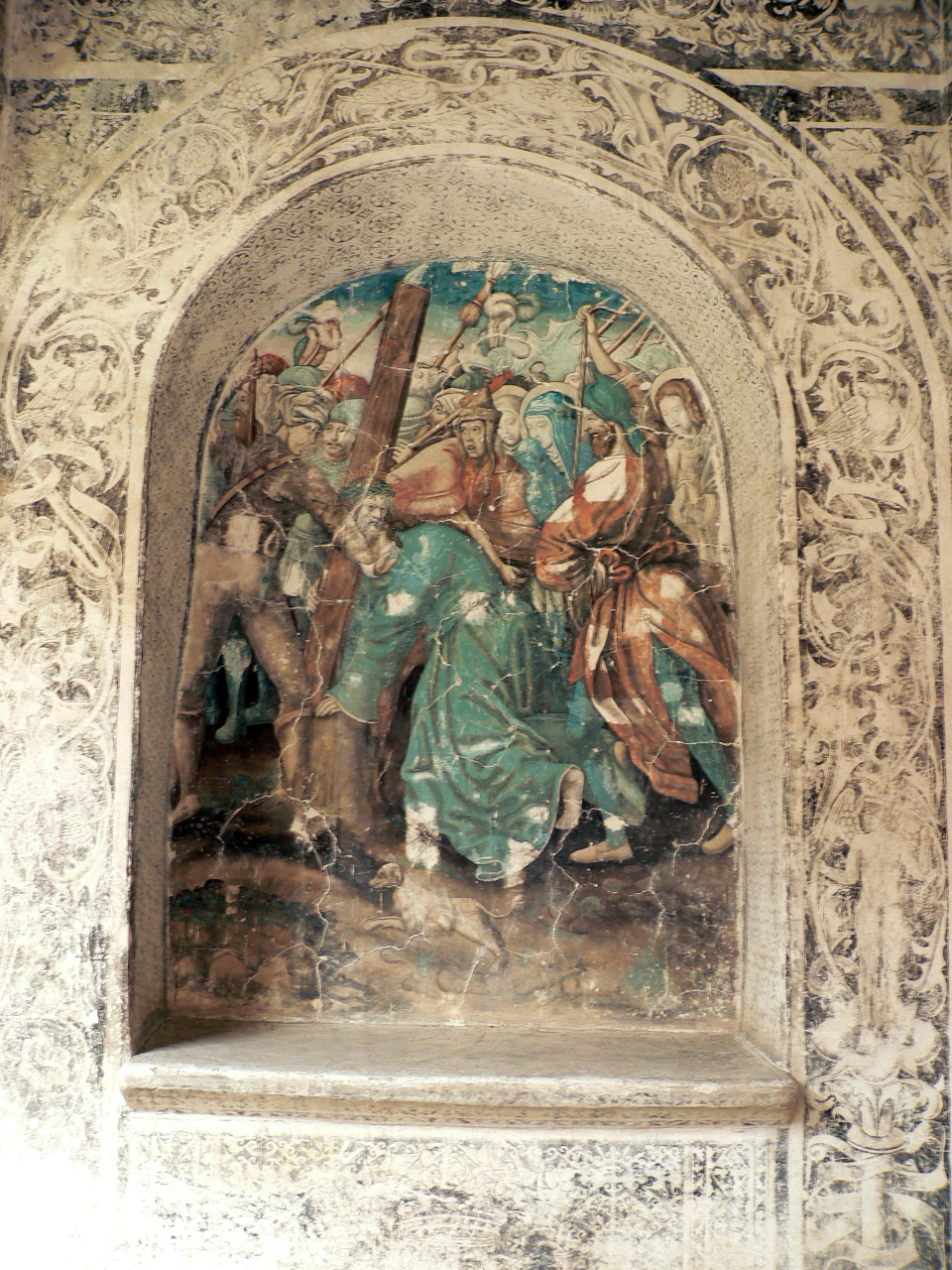
“Cristo carga su Cruz”, fresco anónimo del siglo xvi.

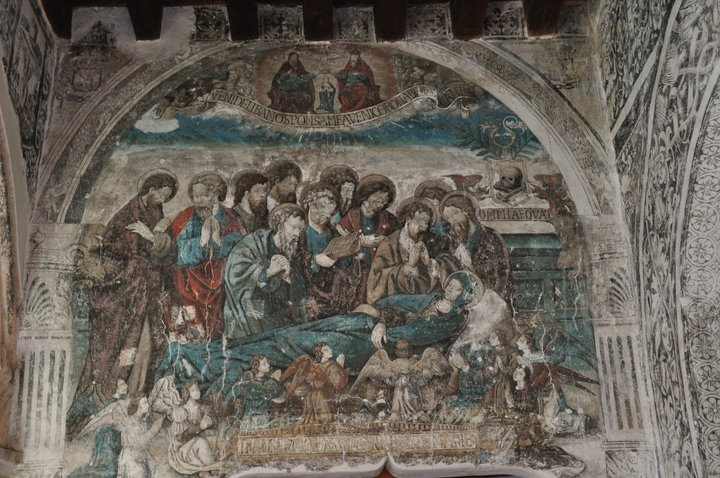
“Tránsito de la Virgen”, fresco anónimo del siglo xvi, localizado en el claustro en el acceso a la escalera.

Este exconvento cuenta con pinturas murales policromadas, en el interior del templo se encuentra una alfarje del siglo XVI cuyas vigas tienen 12.50 metros de luz y una de ellas está labrada con representaciones de querubines y motivos florales. Es importante su programa iconográfico del claustro; presenta en cuatro nichos del Claustro temas de la Pasión, uno en cada costado del claustro: el Eccehomo, La calle de la Amargura, el Calvario y el Descendimiento, y sobre la puerta está el Tránsito de la Virgen. 
El tema dominante en este programa es de orden cristológico y vienen a subrayarlo las decoraciones de la antigua sacristía, en la se repiten algunos de los temas, así pues, tenemos: el Descendimiento, el Calvario y la Última Cena, en el muro meridional; la Calle de la Amargura, Jesús a la columna, el Rey de Burlas, el Beso de Judas y la Oración del Huerto, en el muro meridional y, finalmente, el "Noli me Tangere", la Bajada a los Infiernos y San Agustín, este en su triple significación de Doctor, Obispo y Fundador, en el muro oriental.

## Museo
El Museo Arqueológico Comunitario Tomazquitla se inauguró el 22 de noviembre de 1987, esta bajo el cuidado del Instituto Nacional de Antropología e Historia; localizado en el claustro bajo del convento. Tras permanecer tres años cerrado el museo fue reabierto el 29 de noviembre de 2010.
El acervo del museo se exhibe en 14 vitrinas y un nicho, distribuidas en dos salas Cihuatecólotl (mujer tecolote) y Colhúa (hombre de hombros anchos). Ambas salas reciben esos nombres de acuerdo a la historia de Epazoyucan, donde se dice que los fundadores del pueblo fueron Cihuatecólotl y Colhúa, así como una hermana de este último. Tomazquitla, nombre inicial del municipio, quiere decir lugar de muchos madroños, pero años más tarde fue cambiado por Epazoyucan, debido a la introducción de las plantas de epazote.
Algunas de las piezas exhibidas datan de la época de la prehistoria, como raspadores y percutores tallados en basalto; figurillas y una aplicación de barro representando un caracol, son de la época preclásica y teotihuacana. Se encuentran en exhibición piezas de las zonas arqueológicas de Tenango y Mesa de San Marcos del municipio de Epazoyucan; malacates, navajas de obsidiana y figurillas representativas del periodo de la dominación azteca, así como figurillas y cerámica de la época colonial.
Tres pinturas al temple del siglo XVI llamadas “tablas de Epazoyucan”, se exhiben de manera permanente, en el espacio denominada sala de los retablos. Estas tres pinturas tabulares de Epazoyucan formaron parte de un solo retablo y son un ejemplo de cómo transmitía el mensaje sobre la vida de Jesucristo, desde su nacimiento y la adoración de los reyes, hasta dos escenas de la Pasión: la oración del huerto y el ecce homo (“este hombre” en latín).